# Минеральные Воды (локомотивное депо)
Минеральные Воды (ТЧЭ-21) — эксплуатационное локомотивное депо Северо-Кавказской железной дороги, расположенное в городе Минеральные Воды. Депо занимается ремонтом и эксплуатацией тягового подвижного состава.
Депо носит имя С. М. Кирова.
На территории депо установлен паровоз-памятник Паровоз Ь и Входная арка с бюстом Сергея Мироновича Кирова.

## История депо
Паровозное депо Владикавказской железной дороги в станице Султановской основано в 1875 году.
В 1876 году было построено первое деревянное здание паровозного депо.
В 1925 году было построено новое, каменное депо с поворотным кругом для разворота паровозов.
С 1937 года Депо носит имя С. М. Кирова.
В 1938 году, по инициативе инструкторов вагонного участка Б. Гаукас, Д. Войченко и Петрова, ряд поездных мастеров проводил опыты вождения поездов без заправки смазкой букс на пунктах технического осмотра и без отцепки вагонов по неисправности. Поезда обслуживали от станций Махачкала, Грозный до Минеральных Вод и Невинномысской.
В 1955 году депо получило первые маневровые тепловозы ТЭ1
Июльская стачка 1905 года
К 11 часам дня 11 июля 1905 г. прекратилось движение и по главной линии, и по Кисловодской ветке. 12-15 июля 1905г поезда остановились по всей Владикавказской дороге.
Забастовали рабочие станций Тихорецкая, Кавказская, Грозный, Новороссийск.

## Подвижной состав
Современный

Общий вид паровозного депо Минеральные Воды Ростово-Владикавказской железной дороги, 1885 год

- Электровозы: ВЛ80К, ВЛ80С , ВЛ80Т , ВЛ60ПК , ЭП1 , ЭП1М
- Тепловозы: 2ТЭ10У, 2ТЭ10М, ЧМЭ3, ТГМ3, ТЭМ2УМ, ТЭМ3, ТГМ23Б,

Исторический
- Паровозы: В, Ь , Ъ , ФД , Эм ,Л
- Электровозы: ВЛ19, ВЛ61 , ВЛ82 , ЧС4Т
- Тепловозы: ТЭ1, ТЭ2 ,ТЭ3,
- Электропоезда: СР3

## Тяговые плечи
- Минеральные Воды — Георгиевск — Палагиада
- Минеральные Воды-Кисловодск
- Минеральные Воды-Прохладная
- Зеленчук — Минеральные Воды

## Знаменитые люди депо
Герой Социалистического Труда Иванов Анатолий Васильевич (10.06.1916 — 31.10.1983), машинист-инструктор локомотивного депо

## Галерея

Входная арка с бюстом Кирова
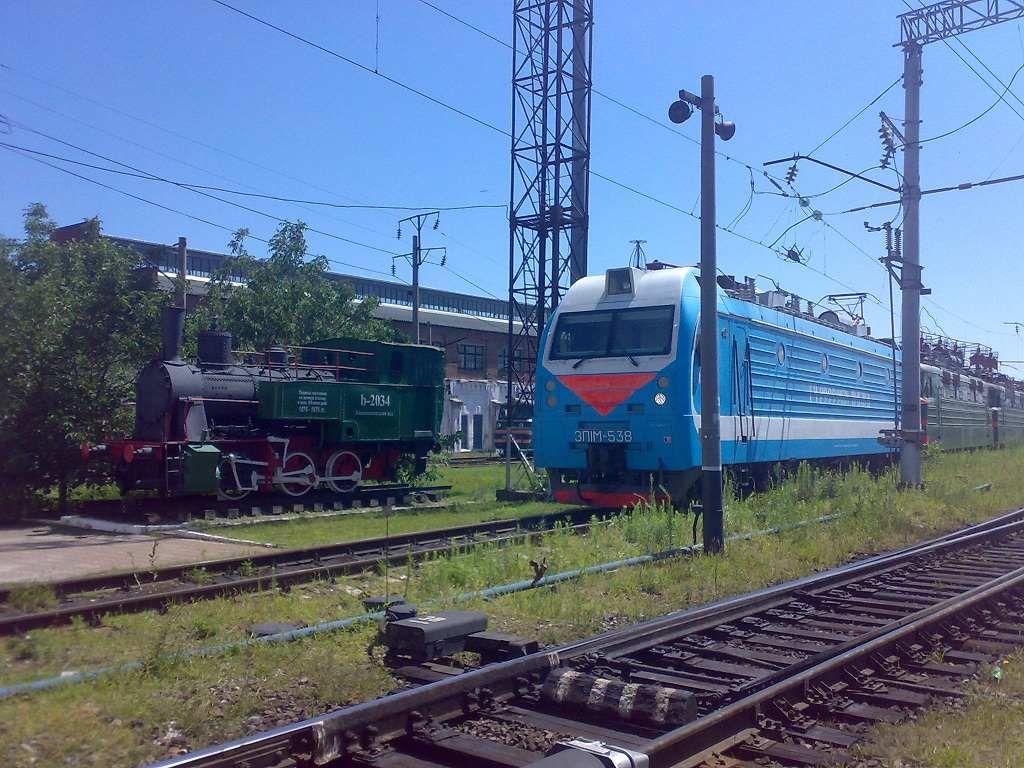
Между прошлым и будущим. Паровоз Ь и электровоз ЭП1М
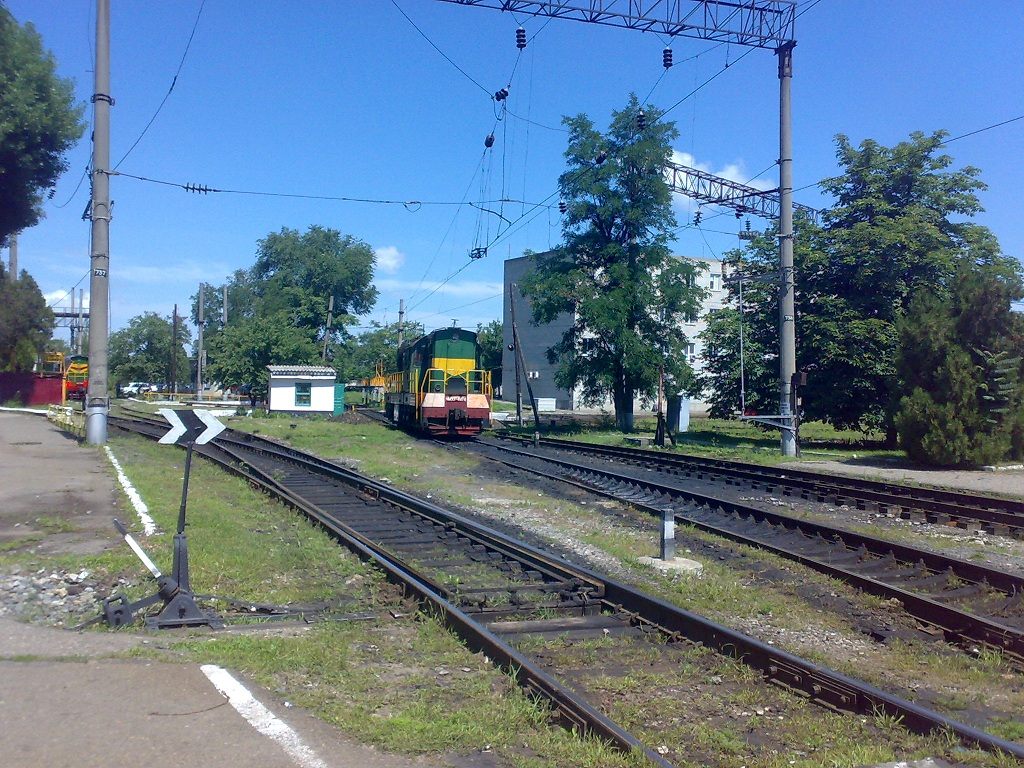
Тепловоз ЧМЭ3 на фоне поворотного круга